# Protokollspeicher
Ein Protokollspeicher ermöglicht das elektronische Aufzeichnen von Daten wie z. B. Messwerten in einem zeitlichen Bezug. 
Hierfür gibt es eine Vielzahl elektronischer Bauteile. Die kleinsten sind so groß wie eine Knopfzelle und können Temperatur und Luftfeuchtigkeit über einen gewissen Zeitraum protokollieren. Eingesetzt werden solche Elemente vor allem zur Überwachung der Kühlkette bei Lebensmitteltransporten. Dazu ist in oder an jedem Transportbehälter ein solcher Protokollspeicher angebracht, der genaue Auskunft über die Umweltbedingungen dieses Behälters während eines Zeitraumes von bis zu mehreren Wochen gibt.
Die Messwerte werden in einstellbaren Zeitintervallen gesammelt und im Chip gemeinsam mit Datum und Uhrzeit abgelegt. Ein Lesegerät kann den Speicher auslesen und die Daten grafisch aufbereiten oder an ein Computersystem zur Verarbeitung weitergeben.